# Lípa v Místě na hřbitově
Lípa v Místě na hřbitově je památný strom lípa malolistá (Tilia cordata) v obci Místo v okrese Chomutov v Ústeckém kraji.
Nachází na jihovýchodním okraji obce u hřbitovní zdi místního hřbitova. Roste v Krušných horách v nadmořské výšce 560 m těsně za hranicí přírodního parku Údolí Prunéřovské potoka.

## Základní údaje
Obvod kmene měří 671 cm, koruna stromu dosahuje do výšky 16 metrů (měření 2009). V roce 2009 bylo stáří stromu odhadováno na 300 let.
Lípa je chráněna od roku 2004 jako strom významný stářím a vzrůstem.

## Stromy v okolí
- Hasištejnská lípa
- Kukaččí smrk
- Smrky u Prunéřovského potoka